# 平山修次郎
平山 修次郎（ひらやま しゅうじろう、1887年〈明治20年〉7月18日 - 1954年〈昭和29年〉12月7日）は、日本の昆虫研究家、標本商。三鷹市議会議長も務めた。

## 経歴
1887年（明治20年）、京都に生まれる。京都府立第一中学校卒業後、三省堂標本器具部に勤める。1907年（明治40年）6月には松村松年と台湾に採集旅行に行っている。その後、三省堂が火災にあい昆虫標本部門を辞めることとなったため、1912年（大正元年）、渋谷に平山昆虫標本製作所を開く。平山製作所では、採集や標本作製に使用する道具の販売や、標本の作製および販売をおこなった。当時働いていた志賀夘助によれば、主に学校の理科教材に使用する昆虫標本（昆虫分類標本百種や蝶類標本二十種など）を作り問屋に販売していたという。
1930年（昭和5年）、東京・井之頭に平山博物館を開館する。
1933年（昭和8年）には三省堂から松村松年校閲、平山修次郎著による『原色千種昆虫図譜』（『原色千種昆蟲圖譜』）を刊行した。この本と加藤正世著の『趣味の昆虫採集』（1930年）は当時のベストセラーとなった。
1934年（昭和9年）7、8月には再び台湾に採集旅行に行く。1936年（昭和11年）には「蟲同好会」を設立して採集会などをおこない、また同好会機関誌『蟲の世界』を創刊した。
その後三鷹市議会議員となり、1951年（昭和26年）5月17日から1953年（昭和28年）12月15日まで議長を務めた。1954年（昭和29年）に69歳で逝去。遺骨は多磨霊園に埋葬されている。

## 平山博物館
1930年（昭和5年）、東京の井之頭に開館。木造二階建てで、一階が展示場、二階が住居となっていた。所蔵する標本は昆虫約6000種、鳥獣100種、介類約2000種、その他海産動物数百種で、観覧料は無料であった。標本や採集・標本作製用具の販売もおこなった。
1952年（昭和27年）に文部省指定博物館となった。
平山の死後、1955年（昭和30年）頃に閉館し、1957年（昭和32年）に井の頭町会が平山家から譲り受け、井の頭文化会館となった。その後、コミュニティ・センターの分館が建ち、現在は三鷹市の井の頭地区公会堂となっている（定礎には一九七九年七月と刻まれている）。

## 平山コレクション
矢島稔によれば、1962年（昭和37年）頃、当時多摩動物公園の職員であった矢島の元に、平山修次郎の夫人より昆虫標本を多摩動物公園で買い取って欲しいという申し出があったが、話し合いを重ねると展示のさいに修次郎の肖像写真と平山コレクションであることを明示することが条件ということが判明し、公共施設としてそれは受け入れられないということで買い取りは中止となった。その後、昆虫標本のコレクションは正力松太郎によって購入され、よみうりランドで展示されたという。
また、コレクションは1971年（昭和46年）開館の兵庫県千種川グリーンライン昆虫館（通称：兵庫県昆虫館）で展示されていた。コレクションは4000種、3万頭に及んだ（梅谷によれば、12万点ともいわれたコレクションのうち約2万点を平山夫人から購入したものだという）。2008年（平成20年）に兵庫県昆虫館は閉館し、佐用町へ無償譲渡され佐用町昆虫館となった。兵庫県昆虫館にあったコレクションの多くは現在は兵庫県立人と自然の博物館で管理されているという。

## 著書
- 『原色千種昆虫図譜』 三省堂、1933年（昭和8年）、全国書誌番号:46086625
- 『原色千種続昆虫図譜』 三省堂、1937年（昭和12年）[19]
- 『原色蝶類図譜』 三省堂、1939年（昭和14年）、全国書誌番号:46051877
- 『原色甲虫図譜』 三省堂、1940年（昭和15年）、全国書誌番号:46037003

『原色千種昆虫図譜』は平山博物館の所蔵標本をもとに、松村松年の校閲により1933年に刊行したもので、当時の日本産（樺太、朝鮮、台湾を含む）の昆虫1017種を104図版に採録している。1937年に刊行された『原色千種続昆虫図譜』は前著に含まれない昆虫1200種を86図版に採録したものである。この2冊から蝶類と甲虫を抜き出して増補してまとめたのがそれぞれ『原色蝶類図譜』、『原色甲虫図譜』である。
1944年（昭和19年）6月25日発行の『原色千種昆虫図譜』が46版（10000部）、『原色千種続昆虫図譜』が20版（10000部）と版を重ねており、当時のベスト・セラーであった。

## 影響
平山の図鑑を少年期に読んで影響を受けた研究者には、青木淳一、石川良輔、茅野春雄、矢島稔などがいる。他に北杜夫、光瀬龍、手塚治虫、養老孟司、奥本大三郎など。昆虫写真家の浜野栄次は平山の教えを受けている。
手塚治虫は小学生のとき、同級生から平山の『原色千種昆蟲図譜』を見せられてから昆虫に興味を持つようになり、昆虫採集に励み『昆蟲の世界』という肉筆回覧誌を発行したり、宝塚新温泉の「昆虫館」へ通い昆虫学者を夢みたこともあった。治虫のペンネームは図鑑に掲載されていたオサムシに由来する。
志賀夘助は1919年（大正8年）から1931年（昭和6年）まで平山昆虫標本製作所で働いていた。志賀によれば、平山が井の頭に博物館を作るにあたり、このまま3年間務めれば製作所のほうは志賀にゆずるという約束を交わしたが、その後不景気を理由に約束を反故にされたため、独立して1931年に志賀昆虫普及社を創立した。